# ورتش‌بوگلار
ورتش‌بوگلار (به مجاری:  Vértesboglár) یک شهرداری در مجارستان است. ورتش‌بوگلار ۲۳٫۲۱ کیلومتر مربع مساحت و ۹۴۵ نفر جمعیت دارد.